# Plaza de Avendaño
La plaza de Avendaño es un espacio público de la ciudad española de Segovia.

## Descripción
La plaza está encerrada por las calles del Licenciado Peralta y de Joaquín Pérez Villanueva y la plaza de San Sebastián. Su nombre lo debe a Fernando de Avendaño, marqués, con casa sita en ese espacio. La plaza aparece descrita en Las calles de Segovia (1918) de Mariano Sáez y Romero con las siguientes palabras:

Avendaño (Plazuela de).—Está entre la calle del Licenciado Peralta y la plazuela de San Sebastián. Lleva este nombre por estar en ella la casa del marqués de Avendaño y que hoy pertenece a la familia Vivanco. Es muy reducida la plazuela y en ella termina el portentoso Acueducto sus arcos, pues el último, que era uno que había en la calle del Saúco y se apoyaba en los muros posteriores del Seminario, ha desaparecido hace pocos años, para permitir la circulación de carruajes. En este sitio está la subida a la parte alta del Acueducto por una pequeña escalera y que antes frecuentaban mucho los fontaneros municipales, que recorrían lo largo del monumento para la vigilancia de la conducción de aguas, ya desaparecida. Por esta plazuela se entra al Corralillo de San Sebastián.
(Sáez y Romero, 1918, p. 13)